# تونل فرات
تونل فرات یک تونل افسانه‌ای است که ظاهراً بین سال‌های ۲۱۸۰ تا ۲۱۶۰ پیش از میلاد در زیر رودخانه فرات ساخته شده تا دو نیمه شهر بابل در بین‌النهرین را به هم متصل کند.